# Sceloenopla roseicollis
Sceloenopla roseicollis is een keversoort uit de familie bladkevers (Chrysomelidae). De wetenschappelijke naam van de soort werd in 1953 gepubliceerd door Spaeth.